# RSPH1
RSPH1 (англ. Radial spoke head 1 homolog) – білок, який кодується однойменним геном, розташованим у людей на короткому плечі 21-ї хромосоми. Довжина поліпептидного ланцюга білка становить 309 амінокислот, а молекулярна маса — 35 124.
| 10         |  | 20         |  | 30         |  | 40         |  | 50         |
| ---------- |  | ---------- |  | ---------- |  | ---------- |  | ---------- |
| MSDLGSEELE |  | EEGENDIGEY |  | EGGRNEAGER |  | HGRGRARLPN |  | GDTYEGSYEF |
| GKRHGQGIYK |  | FKNGARYIGE |  | YVRNKKHGQG |  | TFIYPDGSRY |  | EGEWANDLRH |
| GHGVYYYINN |  | DTYTGEWFAH |  | QRHGQGTYLY |  | AETGSKYVGT |  | WVNGQQEGTA |
| ELIHLNHRYQ |  | GKFLNKNPVG |  | PGKYVFDVGC |  | EQHGEYRLTD |  | MERGEEEEEE |
| ELVTVVPKWK |  | ATQITELALW |  | TPTLPKKPTS |  | TDGPGQDAPG |  | AESAGEPGEE |
| AQALLEGFEG |  | EMDMRPGDED |  | ADVLREESRE |  | YDQEEFRYDM |  | DEGNINSEEE |
| ETRQSDLQD  |  |            |  |            |  |            |  |            |

A: Аланін

C: Цистеїн

D: Аспарагінова кислота

E: Глутамінова кислота

F: Фенілаланін

G: Гліцин

H: Гістидин

I: Ізолейцин

K: Лізин

L: Лейцин

M: Метіонін

N: Аспарагін

P: Пролін

Q: Глутамін

R: Аргінін

S: Серин

T: Треонін

V: Валін

W: Триптофан

Задіяний у таких біологічних процесах, як мейоз, альтернативний сплайсинг. 
Локалізований у цитоплазмі, клітинних відростках.